# Lipiny (powiat de Chodzież)
Pour les articles homonymes, voir Lipiny.
Lipiny (prononciation : [liˈpinɨ], en allemand : Lipin) est un  village polonais de la gmina de Margonin dans le powiat de Chodzież de la voïvodie de Grande-Pologne dans le centre-ouest de la Pologne.
Il se situe à environ 7 kilomètres à l'est de Margonin (siège de la gmina), 19 kilomètres à l'est de Chodzież (siège du powiat), et à 66 kilomètres au nord de Poznań (capitale de la Grande-Pologne).

## Histoire
De 1975 à 1998, le village faisait partie du territoire de la voïvodie de Piła.

Depuis 1999, Lipiny est situé dans la voïvodie de Grande-Pologne.